# Live Wire (álbum)
Live Wire es un álbum en formato CD/DVD en vivo de la banda de rock cristiano, Third Day. Fue lanzando al mercado en 2004 bajo el sello discográfico Reunion Records. Todas las canciones, excepto "Sing a Song" y "Blackbird" provienen de su álbum Wire, lanzado a inicios de ese año. "Thank You All" fue grabada especialmente para Live Wire. Las canciones que no aparecen en el CD, están en el DVD. El concierto fue desarrollado en Louisville, Kentucky, en el Palace Theater. Recibió certificación de platino por la RIAA.

## Lista de canciones

### CD
1. "Rockstar" - 3:28
2. "Come On Back to Me" - 4:05
3. "Sing a Song" - 4:03
4. "I Believe" - 3:00
5. "It's a Shame" - 4:10
6. "'Til the Day I Die" - 3:20
7. "Wire" - 4:41
8. "Blackbird" - 7:36
9. "I Got a Feeling" - 4:44
10. "Thank You All" (Estudio) - 3:22

### DVD
1. "Rockstar"
2. "Come On Back To Me"
3. "Sing A Song"
4. "Consuming Fire"
5. "You Are So Good To Me"
6. "I Believe"
7. "It's A Shame"
8. "My Hope Is You"
9. "'Til The Day I Die"
10. "Blackbird"
11. "Wire"
12. "Show Me Your Glory"
13. "You Are Mine"
14. "I Got A Feeling"

## Premios
El álbum fue nominado a un Premio Dove en la categoría de video musical versión larga del año en la trigésimo séptima entrega de los Premios Dove.